# Indo-Australske Plade
Den Indo-Australske Plade er et overordnet navn for to tektoniske plader: Den Australske Plade og den Indiske Plade. De to plader fusionerede for 50-55 mio. år siden, før da bevægede de sig uafhængigt af hinanden. Pladen inkluderer kontinentet Australien og det omgivende ocean og breder sig mod nordvest til at inkludere det Indiske subkontinent og de omgivende vandmasser. 
Den rykker sig 17 cm. i nordlig retning om året.
| Geologi | Spire Denne artikel om geologi er en spire som bør udbygges. Du er velkommen til at hjælpe Wikipedia ved at udvide den. |